# Zingiber wandingense
Zingiber wandingense là một loài thực vật có hoa trong họ Gừng. Loài này được Tong Shao Quan (童绍全, Đồng Thiệu Toàn) miêu tả khoa học đầu tiên năm 1987. Tên gọi thông thường trong tiếng Trung là 畹町姜  (Uyển Đinh khương), nghĩa là gừng Uyển Đinh.

## Mẫu định danh
Mẫu định danh: S.Q.Tong & C.J. Liao 24823; thu thập ngày 22 tháng 7 năm 1983 trong rừng ẩm ướt, ở cao độ 1.050 m, tọa độ 24°5′0″B 98°4′0″Đ / 24,08333°B 98,06667°Đ, trấn Uyển Đinh, huyện Thụy Lệ (nay là thành phố cấp huyện Thụy Lệ), châu tự trị Đức Hoành, tỉnh Vân Nam, Trung Quốc. Mẫu holotype lưu giữ Vườn Thực vật Nhiệt đới Tây Song Bản Nạp, Vân Nam (HITBC). Trong bài báo gốc các tác giả ghi là lưu giữ tại Viện Thực vật Nhiệt đới Vân Nam (YNTBI).

## Từ nguyên
Tính từ định danh wandingense (giống đực/giống cái: wandingensis) là Latinh hóa địa danh Uyển Đinh (畹町, Wanding), nơi thu thập mẫu định danh của loài này.

## Phân bố
Loài này có tại miền tây tỉnh Vân Nam (thành phố cấp huyện Thụy Lệ), Trung Quốc. Môi trường sống là rừng ẩm ướt, ở cao độ khoảng 1.000 m.

## Mô tả
Thân giả 1,3-1,6 m × 1,3-2,2 cm, gốc có bẹ không phiến lá màu đỏ ánh tía nhạt. Bẹ lá có sọc dọc rõ nét; lưỡi bẹ 2 thùy, 1,2-1,5 cm, dạng màng, nhẵn nhụi; phiến lá hình mác hoặc hình mác-hình elip, 30-40 × 6-7,5 cm, mặt gần trục nhẵn nhụi màu xanh lục, mặt xa trục thưa lông màu xanh lục nhạt, gân giữa màu đỏ ánh tía và nở rộng ở đáy, đáy hình nêm hoặc thon nhỏ dần, đỉnh nhọn thon hoặc nhọn thon ngắn. Cụm hoa mọc từ thân rễ, hình elipxoit, 6-9 × 2,5-3,5 cm; cuống cụm hoa 3-7 cm, bẹ dạng vảy, nhẵn nhụi, màu từ đỏ nhạt tới sẫm; lá bắc ngoài thuôn dài, 3,5-4 × 1,6-2,1 cm, màu đỏ, nhẵn nhụi; lá bắc trong hình mác hẹp, 3,4-3,8 × 0,8-1 cm, màu trắng với đáy và đỉnh màu đỏ nhạt, nhẵn nhụi; lá bắc con hình ống, ngắn hơn lá bắc, dài 3-3,5 cm, màu trắng với đỉnh và đáy màu trắng ánh đỏ nhạt, có lông tơ. Đài hoa hình ống, màu trắng, dài 1,8-2 cm, đỉnh nguyên, dạng màng, có lông tơ trắng. Ống tràng hoa màu trắng, dài 3,5-4 cm, nhẵn nhụi; các thùy màu ánh vàng, dài bằng nhau, nhẵn nhụi, dạng màng; thùy tràng lưng hình mác hẹp, 2-2,2 × 0,6-0,8 cm, các thùy tràng bên hẹp hơn, rộng 0,5-0,6 cm. Cánh môi màu trắng, mép ánh vàng, hình elip hẹp, 2,8-3 × 1,6-1,8 cm, đỉnh nguyên; không có thùy bên (nhị lép bên). Nhị dài 2 cm, không chỉ nhị. Bao phấn không cuống, màu vàng, mô vỏ dài ~1,4 cm; phần phụ liên kết màu cam, dài ~8 mm, nhẵn nhụi. Bầu nhụy màu gần trắng, rậm lông tơ màu trắng; vòi nhụy thẳng, màu trắng; đầu nhụy màu gần trắng, có lông rung; tuyến trên bầu dài ~0,6 cm, thẳng. Ra hoa tháng 7.
Tương tự như Z. yingjiangense, nhưng khác ở chỗ lá không cuống, đỉnh đài hoa không khía răng cưa, cánh môi hình elip khoảng 33% dài hơn.